# روبرت نيلسون (كاتب)
روبرت نيلسون (بالإنجليزية: Robert Nelson)‏ هو منتج أفلام وكاتب سيناريو ومصور سينمائي وكاتب ومخرج أمريكي، ولد في 1 مارس 1930 في سان فرانسيسكو في الولايات المتحدة، وتوفي في 9 يناير 2012.

## وصلات خارجية
- روبرت نيلسون على موقع IMDb (الإنجليزية)
- روبرت نيلسون على موقع ألو سيني (الفرنسية)
- روبرت نيلسون على موقع أول موفي (الإنجليزية)
- روبرت نيلسون على موقع قاعدة بيانات الفيلم (الإنجليزية)
- روبرت نيلسون على موقع كينوبويسك (الروسية)